# Власьевское
Власьевское — деревня в Холмогорском районе Архангельской области.

## География
Находится в центральной части Архангельской области на расстоянии приблизительно 19 км на юг-юго-восток по прямой от административного центра района села Холмогоры на правобережье реки Северная Двина.

## История
Показана была еще на карте Шуберта (1826—1840 годы). В 1859 году здесь (деревня Холмогорского уезда Архангельской губернии) было учтено 19 дворов. До 2015 года входила в Копачёвское сельское поселение, с 2015 по 2022 в Матигорское сельское поселение до его упразднения.

## Население
Численность населения: 78 человек (1859 год), 5 (русские 100 %) в 2002 году, 4 в 2010.